# Пойрали
Пойрали или Пойралъ (на турски: Poyralı) е село в Източна Тракия, Турция, Околия Бунархисар, Вилает Лозенград.

## География
Селото се намира в южното подножие на Странджа, на 6 километра източно от Бунархисар.

## История
Селото е основано след Руско-турската война 1878 г., от помаци, преселници от Ловешко